# エスタディオ・ヌエバ・コンドミーナ
エスタディオ・ヌエバ・コンドミーナ（Estadio Nueva Condomina）は、スペイン・ムルシア州ムルシアにあるサッカースタジアム。レアル・ムルシアのホームスタジアム。収容人数は31,045人。

## 歴史
2006年、1924年に建設されたエスタディオ・デ・ラ・コンドミーナに取って代わった。2006年10月11日のスペイン代表対アルゼンチン代表の試合で開場した。初得点した選手はFCバルセロナ所属のシャビ・エルナンデスであった。最初のリーグ戦はレアル・ムルシア対レアル・バリャドリード戦であった。
開場当初から、レアル・ムルシアのホームスタジアムとして利用されている。
2017年6月7日、スペイン代表対コロンビア代表が行われた。